# Máire Hoctor
Máire Hoctor (né le 20 janvier 1963) est une femme politique irlandaise du Fianna Fáil. Elle est Teachta Dála (TD) pour la circonscription de Tipperary Nord de 2002 à 2011.

## Biographie
Elle fait ses études à l'école secondaire St. Mary's, Nenagh et au St Patrick's College, Maynooth. Avant son élection, elle travaille comme enseignante dans une école secondaire à St. Joseph's CBS, Nenagh.
Hoctor est élue au Dáil Éireann en tant que député Fianna Fáil pour Tipperary North aux élections générales de 2002. Elle est réélue aux élections générales de 2007. Elle est une ancienne membre du conseil du comté de North Tipperary et du conseil municipal de Nenagh.
En 2007, une loi est adoptée pour augmenter le nombre de ministres d'État de 17 à 20, et en juillet 2007, Hoctor est nommée par Bertie Ahern au poste de ministre d'État au ministère des Affaires sociales et familiales, au Ministère de la Santé et de l'Enfance, et Ministère de l'Environnement, du Patrimoine et des Gouvernements locaux, avec une responsabilité particulière pour les personnes âgées. Elle est reconduite aux mêmes postes en 2008, mais en avril 2009, elle n'est pas reconduite, après que Brian Cowen ait demandé la démission de tous les ministres d'État afin de réduire leur nombre de 20 à 15.
Elle perd son siège aux élections générales de 2011.